# Бледный филин
Бледный филин (лат. Ketupa lacteus) — широко распространённый в Африке вид птиц семейства совиных.

## Описание
Этот вид является одновременно самой большой совой, обитающей в Африке, и самой большой совой в мире, обитающей в тропиках. Бледный филин достигает длины от 53 до 61 см. Голова круглая. Оперение верха красно-коричневатое. Отличительная черта бледного филина — это их розовые веки.

## Распространение
Он обитает в галерейных лесах, лесах с полянами, а также в саваннах с редкими деревьями и колючей растительностью. Бледный филин может жить почти на всех высотах, от уровня моря до снега, на высоте около 3000 м на некоторых склонах Центральной Африки, таких как Восточный рифт. Однако в целом они лишь изредка населяют каменистые районы, поэтому в горных районах их очень мало. 

## Питание
Его добычей являются цесарки, скальные крысы, даманы, ежи, турачи, мыши, змеи и крыланы.

## Размножение
Бледный филин гнездится обычно в гнёздах дневных хищных птиц, а также использует гнёзда молотоглава. Редко гнездится также в дуплах деревьев.
Гнездование приходится на африканский засушливый период. В кладке от 1-го до 3-х яиц. Яйца откладываются с интервалом до 7 дней, а между вылуплением может пройти около семи дней. Взрослая самка насиживает яйца от 33 до 39 дней.